# The Queen's Gambit (novel·la)
The Queen's Gambit (en català El gambit de dama) és una novel·la de suspens escrita per l'autor estatunidenc Walter Tevis. Va ser publicada per primera vegada l'any 1983 i abasta temàtiques tals com el feminisme, els escacs, la drogoaddicció i l'alcoholisme.

## Epígraf
L'epígraf de la novel·la és "The Long-Legged Fly" de William Butler Yeats. El poema ressalta una de les principals temàtiques del llibre: el geni intern d'una dona. Tevis va parlar sobre el tema en una entrevista de l'any 1983, i mai va escriure la seqüela que esmenta en l'entrevista.

## Argument
Titulada com el gambit de dama, una obertura d'escacs utilitzada per la protagonista, Beth Harmon, The Queen's Gambit narra les desventures de la vida de Harmon des de la seva infància en un orfenat fins a la seva lluita amb els sedants i l'addicció a l'alcohol i el seu èxit al món dels escacs professionals.
Beth Harmon, una òrfena de vuit anys, és una nena callada, reservada i aparentment insignificant. La seva condició canvia quan juga la seva primera partida d'escacs. Els seus sentits comencen a aguditzar-se, els seus pensaments es tornen més clars, i per primera vegada en la seva vida sent que pot controlar-la per complet. Als setze anys, competeix en l'Obert dels Estats Units. Però a mesura que desenvolupa el seu talent en el circuit professional, les apostes augmenten, el seu aïllament es torna més espantós, i la idea de la fuita es fa més temptadora.

## Importància literària i recepció
És difícil classificar a la novel·la, ja que té parts de suspens, de novel·la esportiva i de clàssic. Es va destacar pel seu argument addictiu: 
 
| « | The Queen's Gambit és entreteniment pur. És un llibre que llegeixo cada cert temps, simplement per plaer i pel bo que és.--Michael Ondaatje (portada d'una edició feta per l'editorial Vintage de l'any 2003) | » |

i per la precisió tècnica en les seves descripcions dels escacs: 
 
| « | El crític del New Yorker es va basar especialment en la recreació per part del novel·lista de l'obsessiu món dels escacs, notant que Tevis "aconsegueix transmetre el suspens que li dona vida al campionat mundial". Harold C. Schonberg, en una crítica literària pel New York Times, va confirmar que Tevis "revela un gran desafiament sobre el món dels escacs nord-americà, amb un cop d'ull final a la forma d'operar dels russos, i és una imatge excepcionalment exacta del que descriu". Schönberg va afegir: "Beth Harmon pot no ser atractiva, però té la dedicació d'un sant bíblic, una memòria monstruosa i una habilitat per sintetitzar, crear i explotar el seu petit món apartat amb una classe d'originalitat de principiant que ningú més pot unir. Es tracta de la naturalesa dels escacs en el seu màxim nivell. " (De Contemporary Authors Online, 2007, Gale Reference) | » |

Tevis va basar les escenes dels escacs en la seva pròpia experiència com escaquista de classe C i en el seu ampli estudi sobre el joc, i elabora aquestes característiques en la seva nota de l'autor:
| « | El joc excel·lent dels mestres Robert Fischer, Boris Spassky i Anatoly Karpov ha estat una font de delit per als jugadors com jo durant anys. Atès que The Queen's Gambit és una obra de ficció, sembla més prudent ometre'ls de l'elenc dels personatges, només per prevenir contradiccions amb els registres. Vull expressar el meu agraïment cap a Joe Ancrile, Fairfield Hoban i Stuart Morden, tots jugadors excel·lents, els que em van ajudar amb llibres, revistes i regles dels tornejos. I vaig tenir la sort de comptar amb l'ajuda del bondadós i aplicat Mestre Nacional Bruce Pandolfini per a la revisió del text i la correcció dels errors respectius al joc que juga de manera tan envejable. | » |

## Adaptacions al cinema, televisió i teatre
Es va tractar de convertir la novel·la en un llargmetratge l'any 1983, quan el periodista del The New York Times Jesse Kornbluth va adquirir els drets per al guió, ja que gairebé tots els actors i directors que coneixia estaven interessats a participar. Amb la defunció de Tevis l'any 1984, els drets de la pel·lícula es van vendre a un altre estudi i la pel·lícula no va poder produir-se per dificultats financeres.
L'any 1992, el guionista escocès Allan Scott va comprar els drets per al guió i va planejar fer una pel·lícula. Entre els directors que estaven involucrats per al projecte en aquest moment es trobaven Michael Apted i Bernardo Bertolucci, els quals finalment es van embarcar en altres projectes. Durant 2007 i 2008, Scott va treballar amb l'actor australià Heath Ledger en el que hauria estat el debut de Ledger com a director, qui a més protagonitzaria la pel·lícula al costat d'Ellen Page. La producció i la fotografia principal estaven planejades per a finals de 2008, però no van poder dur-se a terme per la tràgica defunció de Ledger el 22 de gener d'aquell any.
El març de 2019, Netflix va ordenar una sèrie limitada de set episodis basada en la novel·la, també anomenada The Queen's Gambit. Anya Taylor-Joy interpreta el paper principal de la sèrie, mentre que Scott Frank és escriptor, director i productor executiu. Es va estrenar el 23 d'octubre de 2020.

## Història de la publicació
- 1983, Random House
- 2003, Vintage Books, 11 de març de 2003